# Teen Choice Awards 2008
La 10ª edizione dei Teen Choice Awards si è tenuta il 4 agosto 2008 nel Gibson Amphitheatre di Los Angeles, California.

## Vincitori

### Cinema
- Miglior attore emergente: Drake Bell (Superhero - Il più dotato fra i supereroi)
- Migliore attrice: Ellen Page (Juno)
- Miglior cattivo: Johnny Depp (Sweeney Todd - Il diabolico barbiere di Fleet Street)
- Miglior attrice di Horror/thriller: Jessica Alba (The Eye)
- Miglior attore di Horror/thriller: Will Smith (Io sono leggenda)
- Miglior attrice di commedia: Ellen Page (Juno)
- Miglior attore di commedia: Ashton Kutcher (Notte brava a Las Vegas)
- Miglior attrice di film d'azione/avventura: Rachel Bilson (Jumper - Senza confini)
- Miglior attore di film d'azione/avventura: Shia LaBeouf
- Miglior attrice di film drammatico:Keira Knightley
- Miglior attore di film drammatico: Channing Tatum (Stop-Loss)
- Miglior film horror/thriller: Io sono leggenda
- Miglior commedia: Juno
- Miglior commedia romantica/comica: Notte brava a Las Vegas
- Chick Flick: 27 volte in bianco
- Miglior film drammatico: Step Up 2 - La strada per il successo
- Miglior film d'azione/avventura: Le cronache di Narnia - Il principe Caspian

### Televisione
- Miglior emergente uomo: Chace Crawford (Gossip Girl)
- Miglior cattivo televisivo: Ed Westwick (Gossip Girl)
- Miglior partecipante donna a reality/varietà: Lauren Conrad
- Miglior partecipante uomo a reality/varietà: David Cook
- Miglior emergente donna: Blake Lively (Gossip Girl)
- Miglior show emergente: Gossip Girl
- Miglior personalità: Tyra Banks (America's Next Top Model, The Tyra Banks Show)
- Miglior attore di TV commedia: Steve Carell (The Office)
- Miglior attrice di TV commedia: Miley Cyrus (Hannah Montana)
- Miglior attrice di TV azione/avventura: Hayden Panettiere (Heroes)
- Miglior attore di TV azione/avventura: Milo Ventimiglia (Heroes)
- Miglior attrice di TV drammatica: Blake Lively (Gossip Girl)
- Miglior attore di TV drammatica: Chad Michael Murray (One Tree Hill)
- Miglior gioco televisivo: Affari tuoi
- Miglior competizione reality: Oprah's Big Give
- Miglior show "ricerca dell'amore": The Bachelor
- Miglior reality con celebrità: The Hills
- Miglior reality di competizione musicale: American Idol
- Miglior reality di danza: America's Best Dance Crew
- Miglior cartone animato: I Griffin
- Miglior serie televisiva commedia: Hannah Montana
- Miglior serie televisiva azione/avventura: (Heroes)
- Miglior serie televisiva drammatica: Gossip Girl

### Musica
- Miglior brano rock: Crushcrushcrush - Paramore
- Miglior gruppo rock: Paramore
- Miglior brano Rap/Hip-Hop: Shawty Get Loose - Lil Mama, Chris Brown & T Pain
- Miglior brano R&B: Forever - Chris Brown
- Miglior canzone d'amore: When You Look Me In The Eyes - Jonas Brothers
- Miglior gruppo emergente: Jonas Brothers
- Miglior artista emergente: Taylor Swift
- Miglior artista R&B: Chris Brown
- Miglior artista rap: Kanye West
- Miglior artista femminile: Miley Cyrus
- Miglior artista maschile: Chris Brown
- Miglior brano vendicativo: Jordin Sparks & Chris Brown - No Air
- Miglior singolo: Jonas Brothers - When You Look Me In The Eyes

### Sport e altro
- Miglior atleta uomo di sport d'azione: Ryan Sheckler
- Miglior atleta donna di sport d'azione: Stephanie Gilmore
- Miglior atleta femminile: Shawn Johnson
- Miglior atleta maschile: David Beckham
- Miglior comico: Adam Sandler

### Estate
- Proprietario miglior MySpace: Ryan Sheckler
- Fan più fanatici: David Archuleta
- Show televisivo: The Secret Life of The American Teenager
- Miglior canzone: Burnin' Up - Jonas Brothers
- Miglior commedia: Agente Smart - Casino totale
- Miglior film azione/avventura: Hancock

### Fare qualcosa
- Fare qualcosa: Chad Bullock - Attività contro il fumo

### Moda e bellezza
- Miglior reality show: America's Next Top Model
- Icona femminile del tappeto rosso: Carrie Underwood
- Icona maschile del tappeto rosso: Jonas Brothers
- Ragazzo più carino: Jonas Brothers
- Ragazza più carina/ Premio "Fresh face": Vanessa Hudgens